# Llista d'illes de la mar Mediterrània
A la mar Mediterrània hi ha nombroses illes que s'enumeren per diferents conceptes.

## Per superfície

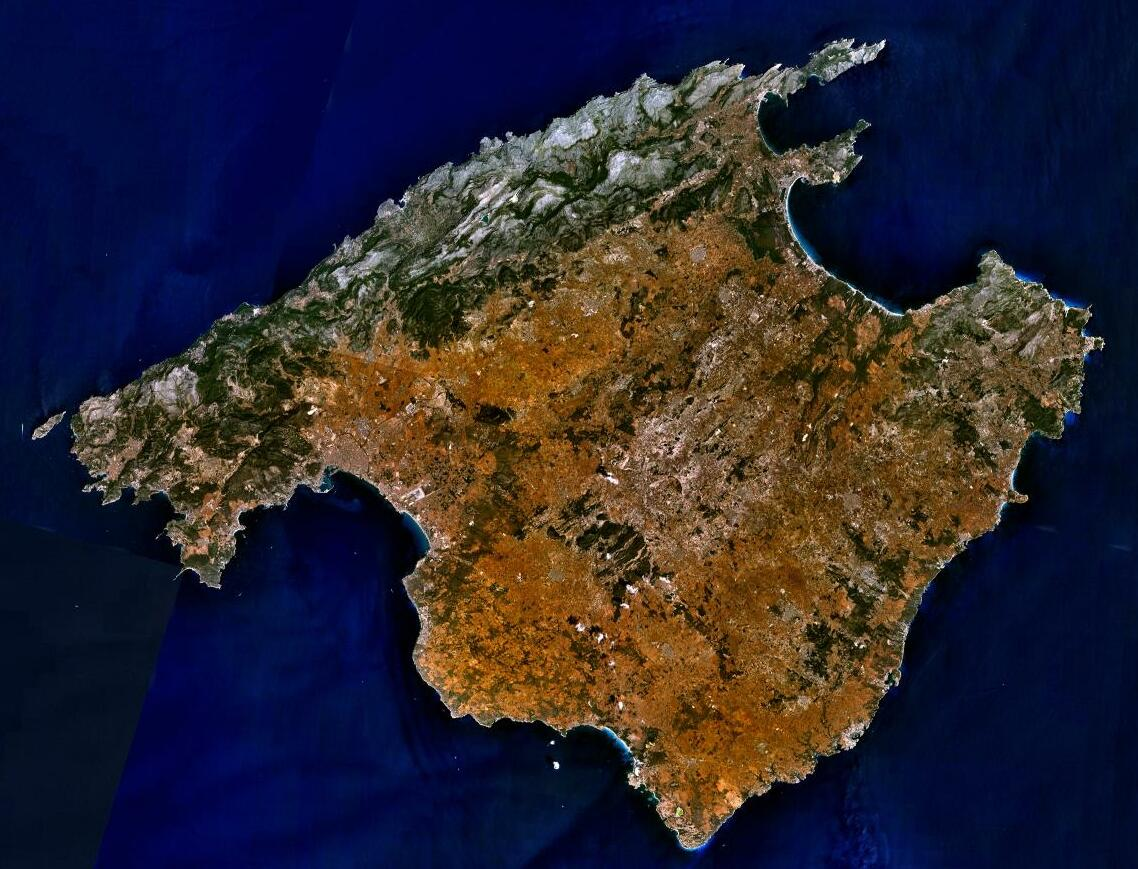
Mallorca

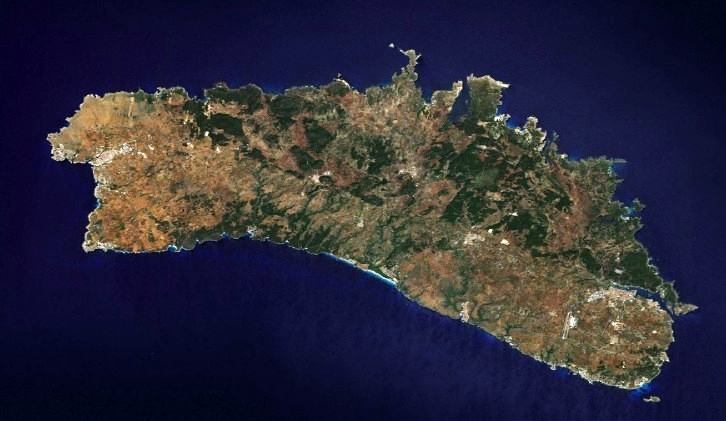
Menorca

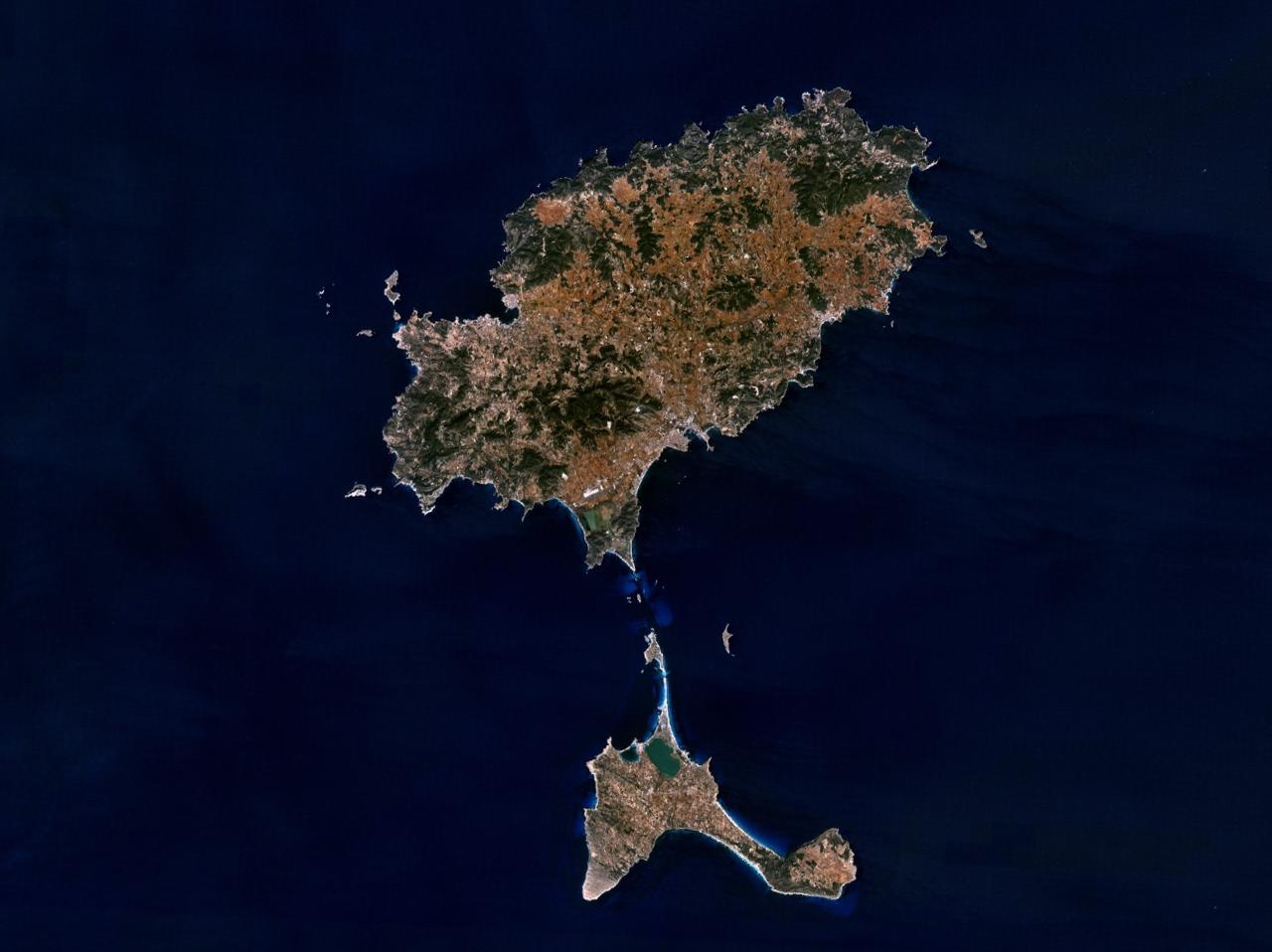
Eivissa

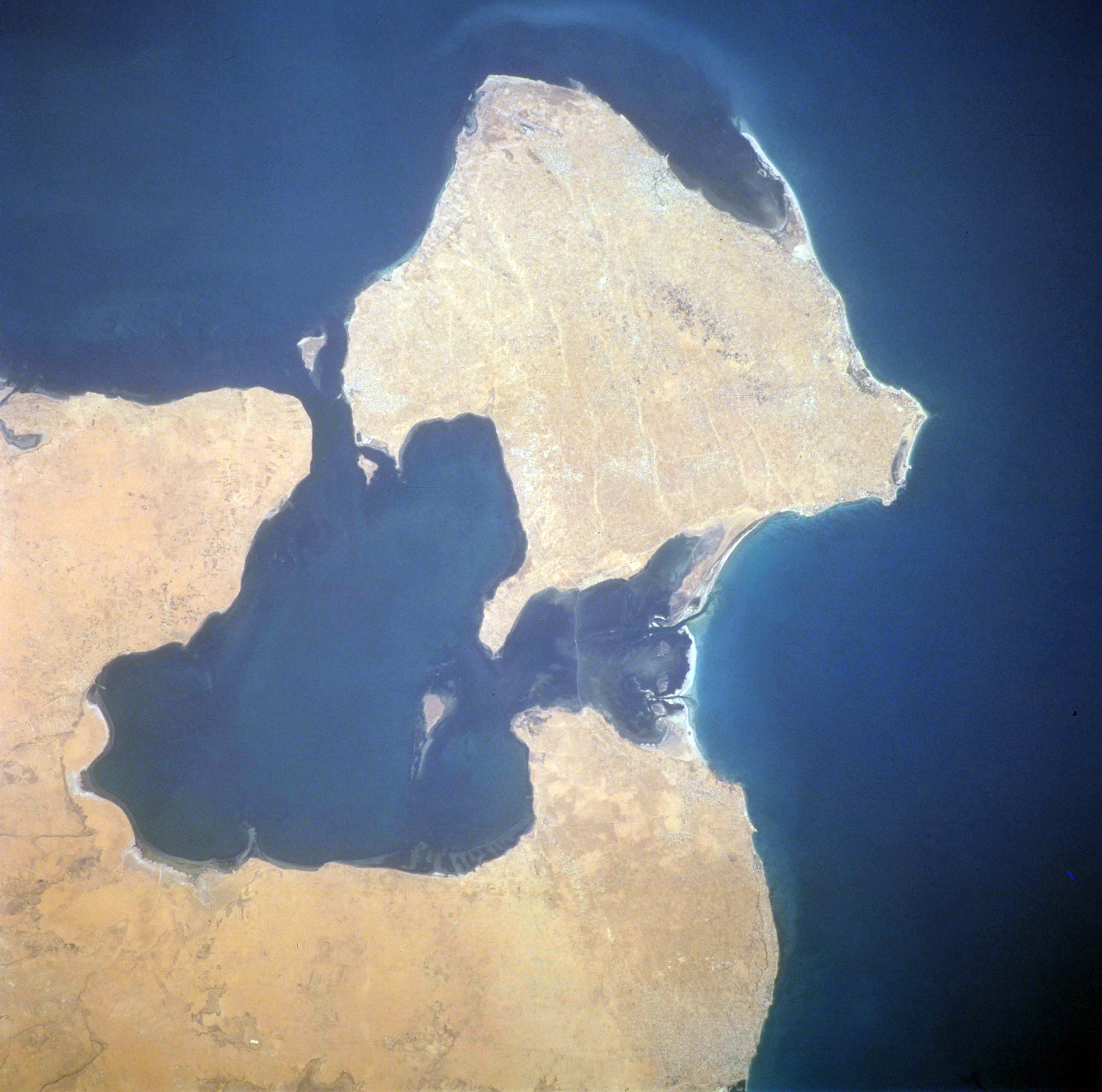
Djerba

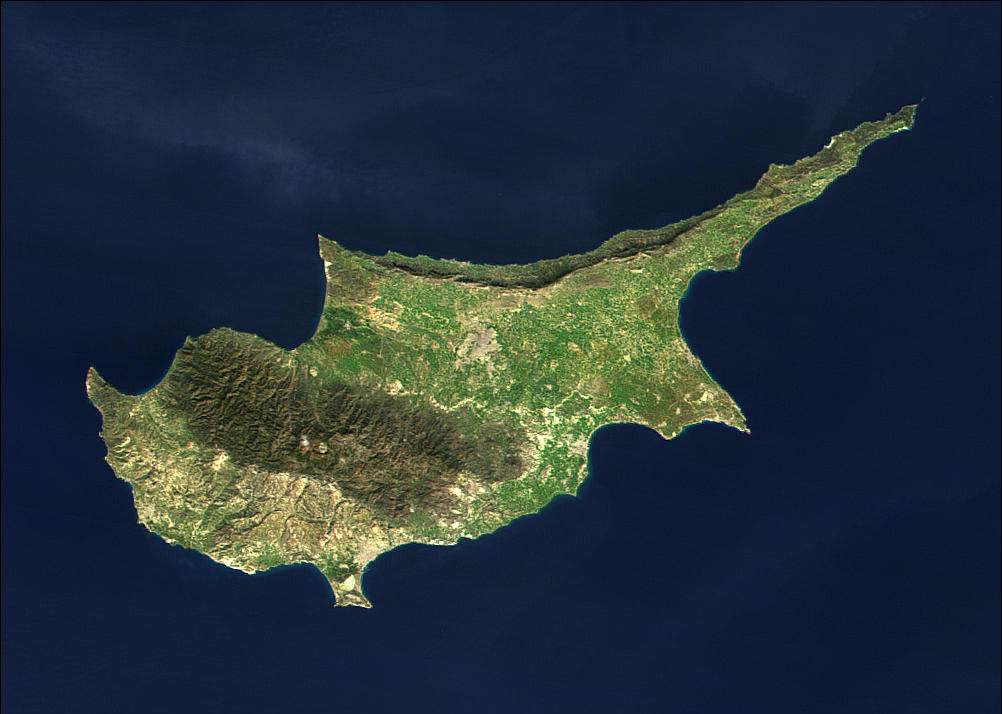
Xipre

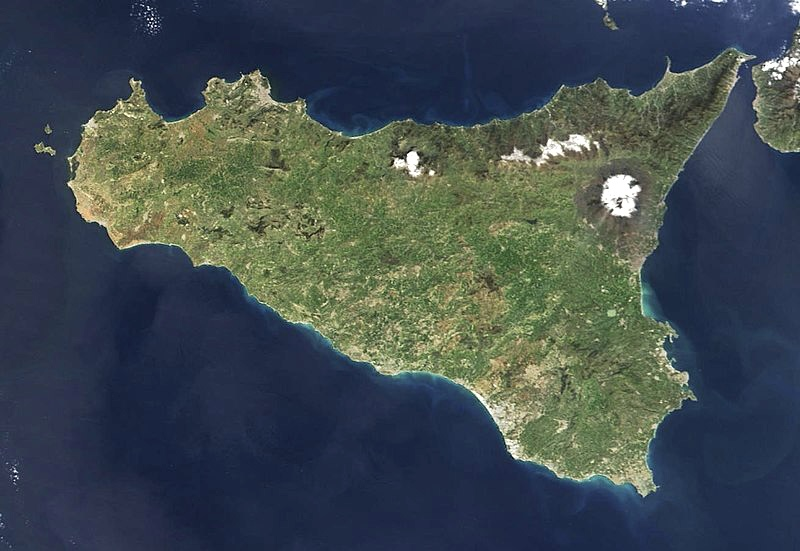
Sicília

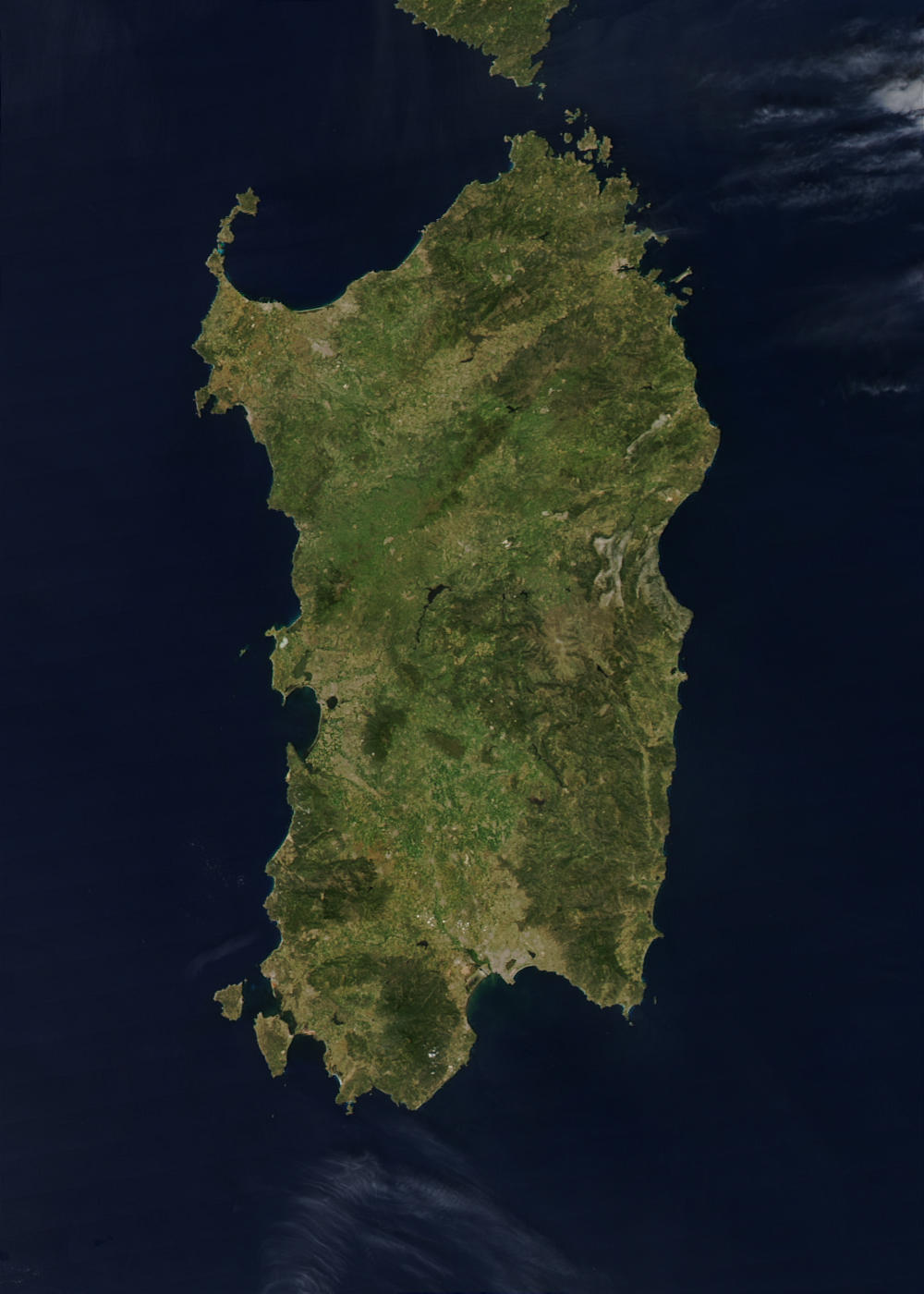
Sardenya

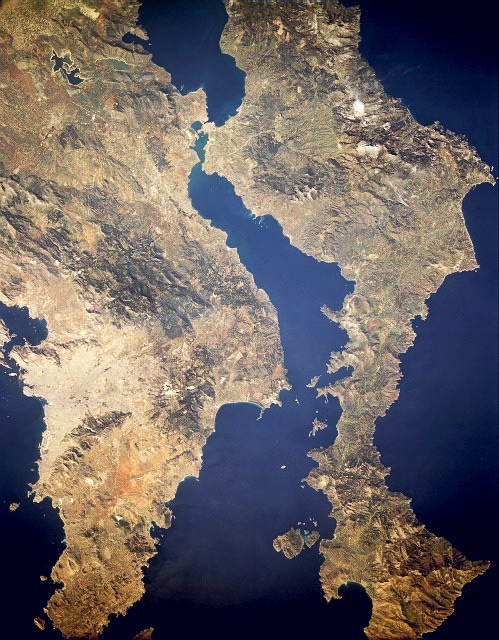
Eubea

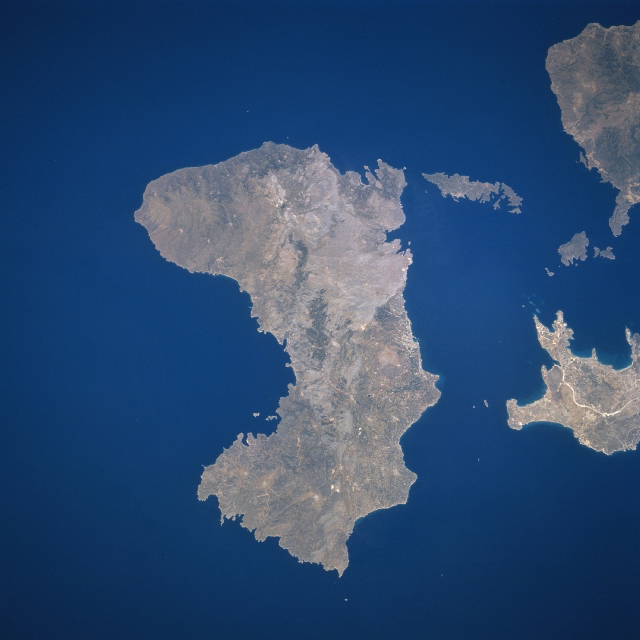
Quios

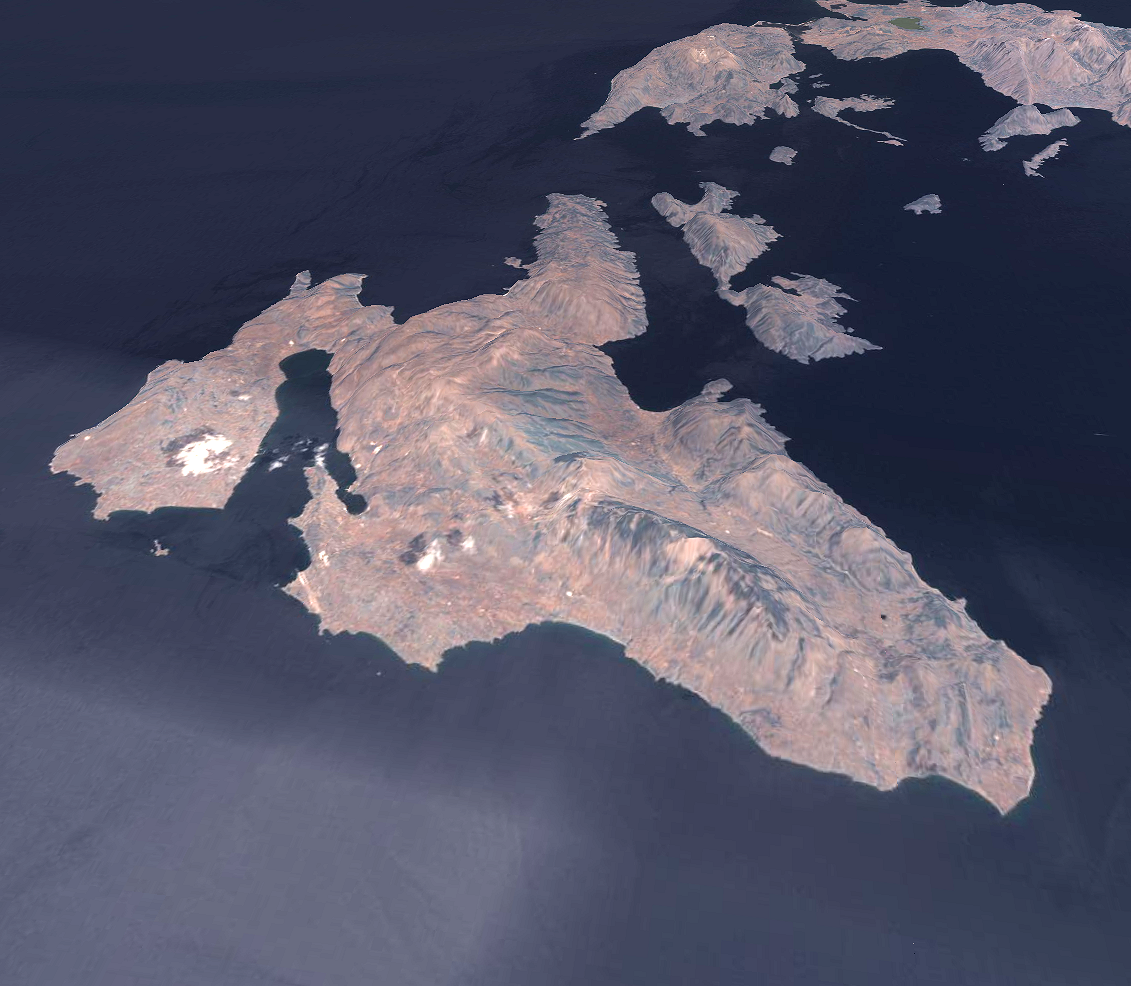
Cefalònia

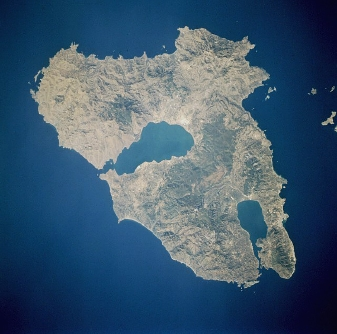
Lesbos

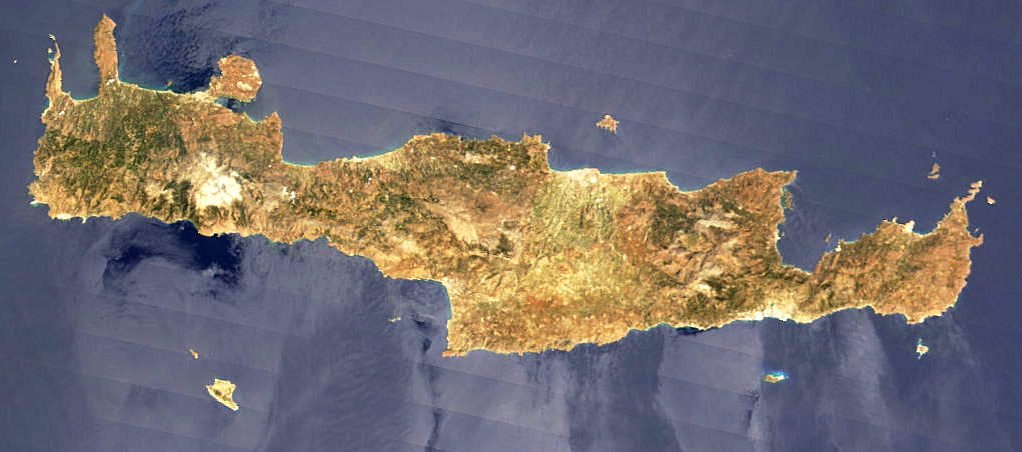
Creta

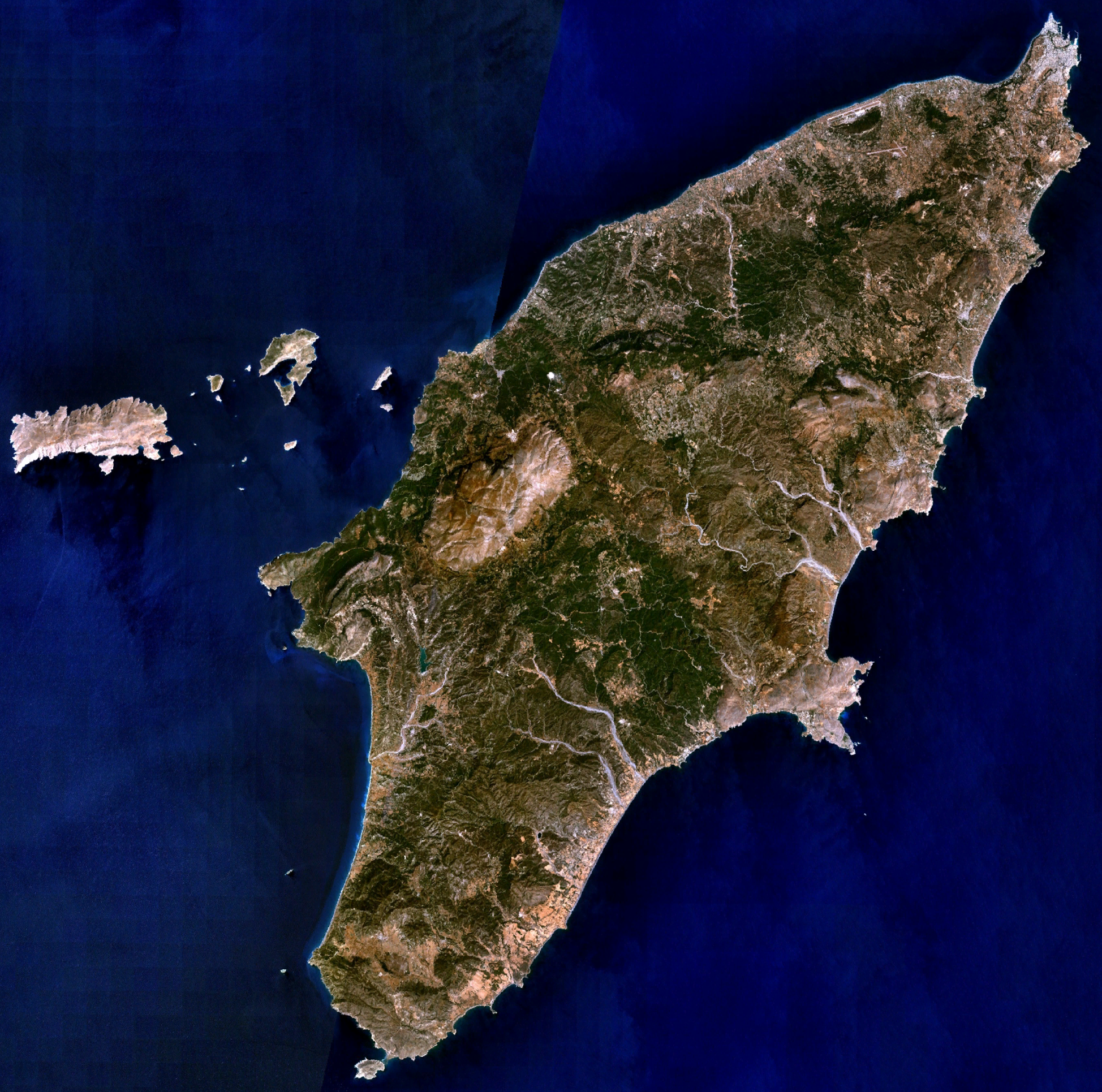
Rodes

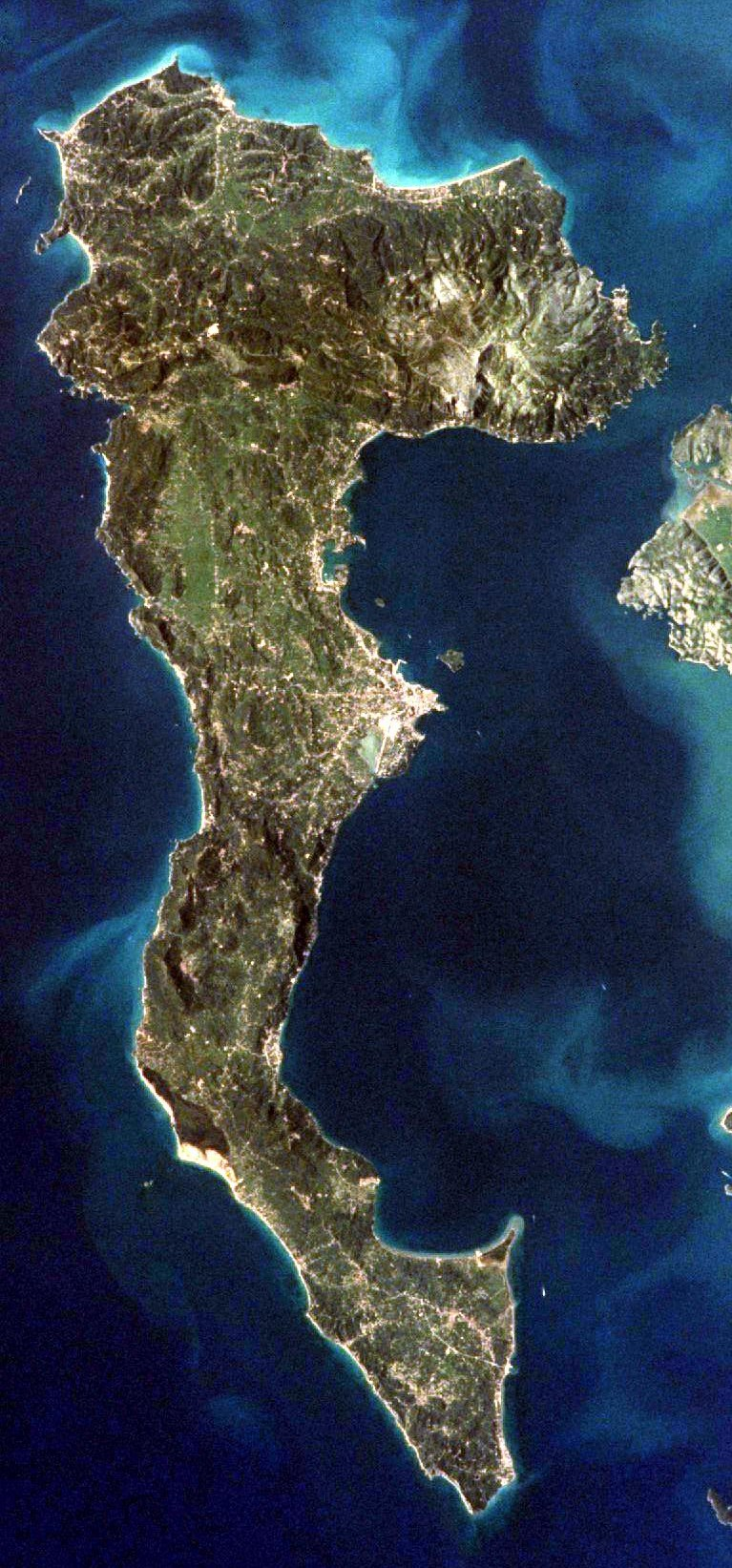
Corfú

|    | Illa           | Zona                                      | Superfície (km²) |
| -- | -------------- | ----------------------------------------- | ---------------- |
| 1  | Sicília        | Itàlia                                    | 25.460           |
| 2  | Sardenya       | Itàlia                                    | 23.813           |
| 3  | Xipre          | Xipre / República Turca de Xipre del Nord | 9.251            |
| 4  | Còrsega        | França                                    | 8.681            |
| 5  | Creta          | Grècia                                    | 8.261            |
| 6  | Eubea          | Illes Espòrades                           | 3.655            |
| 7  | Mallorca       | Illes Balears                             | 3.640            |
| 8  | Lesbos         | Grècia                                    | 1.641            |
| 9  | Rodes          | Dodecanès                                 | 1.410            |
| 10 | Quios          | Grècia                                    | 822              |
| 11 | Cefalònia      | Illes Jòniques                            | 775              |
| 12 | Menorca        | Illes Balears                             | 692              |
| 13 | Corfú          | Illes Jòniques                            | 641              |
| 14 | Eivissa        | Illes Pitiüses                            | 577              |
| 15 | Djerba         | Tunísia                                   | 523              |
| 16 | Lemnos         | Grècia                                    | 482              |
| 17 | Samos          | Illes Cíclades                            | 477              |
| 18 | Naxos          | Illes Cíclades                            | 436              |
| 19 | illa de Zacint | Grècia                                    | 419              |
| 20 | Krk            | Croàcia                                   | 418              |

|  |  |  |  |

## Per estat
- Espanya
  - Alboran
  - Balears i Pitiüses: Vegeu Illots de les Balears
    - Eivissa
    - Formentera
    - Mallorca
    - Menorca

  - Columbrets
  - Nova Tabarca
  - Perejil

- França
  - Còrsega

- Grècia: Vegeu llista d'illes de Grècia
  - Cíclades
  - Creta
  - Dodecanès
  - Espòrades
  - Illes Jòniques
  - Illes Saròniques

- Itàlia: Vegeu llista d'illes d'Itàlia
  - Illes Eòlies
  - Sardenya
  - Sicília

- Malta
  - Comino
  - Gozo
  - Malta

- Tunísia
  - Djerba

- Turquia
  - Bozcaada
  - Imbros

- Xipre